# Грин-Форест (Арканзас)
Грин-Форест (англ. Green Forest, Arkansas) — город, расположенный в округе Карролл (штат Арканзас, США) с населением в 2717 человек по статистическим данным переписи 2000 года.

## География
По данным Бюро переписи населения США город Грин-Форест имеет общую площадь в 5,96 квадратных километров, водных ресурсов в черте населённого пункта не имеется.
Грин-Форест расположен на высоте 408 метров над уровнем моря.

## Демография
По данным переписи населения 2000 года в Грин-Форесте проживало 2717 человек, 672 семьи, насчитывалось 964 домашних хозяйств и 1046 жилых домов. Средняя плотность населения составляла около 461 человек на один квадратный километр. Расовый состав Грин-Фореста по данным переписи распределился следующим образом: 64,3 % белых, 0,40 % — чёрных или афроамериканцев, 1,07 % — коренных американцев, 0,48 % — азиатов, 0,37 % — выходцев с тихоокеанских островов, 2,76 % — представителей смешанных рас, 12,37 % — других народностей. Испаноговорящие составили 33,20 % от всех жителей города.
Из 964 домашних хозяйств в 37,4 % — воспитывали детей в возрасте до 18 лет, 51,9 % представляли собой совместно проживающие супружеские пары, в 13,1 % семей женщины проживали без мужей, 30,2 % не имели семей. 23,2 % от общего числа семей на момент переписи жили самостоятельно, при этом 11,2 % составили одинокие пожилые люди в возрасте 65 лет и старше. Средний размер домашнего хозяйства составил 2,82 человек, а средний размер семьи — 3,27 человек.
Население города по возрастному диапазону по данным переписи 2000 года распределилось следующим образом: 28,6 % — жители младше 18 лет, 12,7 % — между 18 и 24 годами, 30,8 % — от 25 до 44 лет, 15,8 % — от 45 до 64 лет и 12,1 % — в возрасте 65 лет и старше. Средний возраст жителей составил 30 лет. На каждые 100 женщин в Грин-Форесте приходилось 96,9 мужчин, при этом на каждые сто женщин 18 лет и старше приходилось 96,0 мужчин также старше 18 лет.
Средний доход на одно домашнее хозяйство в городе составил 23 750 долларов США, а средний доход на одну семью — 26 765 долларов. При этом мужчины имели средний доход в 18 886 долларов США в год против 16 686 долларов среднегодового дохода у женщин. Доход на душу населения в городе составил 10 720 долларов в год. 16,7 % от всего числа семей в округе и 22,1 % от всей численности населения находилось на момент переписи населения за чертой бедности, при этом 23,7 % из них были моложе 18 лет и 23,5 % — в возрасте 65 лет и старше.